# Bellefontaine (Jura)
Bellefontaine település Franciaországban, Jura megyében. Lakosainak száma 494 fő (2022. január 1.). Bellefontaine Chapelle-des-Bois, Bois-d’Amont, Morbier, Hauts-de-Bienne és Les Rousses községekkel határos.

## Népesség
A település népességének változása:
| Lakosok száma | 227  | 314  | 422  | 534  | 535  | 542  | 537  | 527  | 516  | 494  |
|               | 1968 | 1982 | 1990 | 2006 | 2013 | 2015 | 2017 | 2019 | 2020 | 2022 |